# برينت فرانكلين
برينت فرانكلين (بالإنجليزية: Brent Franklin)‏ هو لاعب غولف أمريكي، ولد في 16 ديسمبر 1965 في باري في كندا.

## وصلات خارجية
- برينت فرانكلين على موقع رابطة اليابان للاعبي الغولف المحترفين (الإنجليزية)
- برينت فرانكلين على موقع التصنيف العالمي الرسمي للغولف (الإنجليزية)